# Гулузаде, Амит Севиндик оглы
Ами́т Севиндик оглы Гулузаде́ (азерб. Amit Sevindik oğlu Quluzadə; род. 20 ноября 1992, Баку) — азербайджанский футболист, полузащитник. Защищал цвета национальной сборной Азербайджана. Главный тренер команды «Карадаг».

## Карьера

### Клубная
Футбольную карьеру начал с выступления в команде азербайджанской Премьер-лиги «Нефтчи» (Баку). Чемпион Азербайджана 2010/11 в составе «Нефтчи».
В июне 2011 года перешёл в турецкий клуб «Эрджиесспор» из города Кайсери. Договор был подписан по системе 2+1.
Перед сезоном 2012/13 вернулся в Баку, выступал за «Ряван» под № 28. В середине того же сезона перешёл в клуб «Габала».

### В сборной
Играет в молодёжной сборной Азербайджана. 29 мая 2010 года дебютировал и в составе основной сборной страны в товарищеском матче со сборной Македонии.

### Тренерская карьера
Гулузаде был назначен главным тренером «Карадаг» в сентябре 2024 года.